# Mardan Spor Kompleksi
Mardan Spor Kompleksi – stadion piłkarski w Aksu niedaleko Antalyi, w Turcji. Został otwarty w 2008 roku. Może pomieścić 8000 widzów.
Obiekt był jedną z aren Mistrzostw Europy U-17 2008 oraz Mistrzostw Europy U-19 kobiet 2012. Na stadionie odbywały się również mecze towarzyskie piłkarskich reprezentacji narodowych.
W latach 2010–2012 na stadionie swoje spotkania rozgrywali piłkarze grającego w Süper Lig klubu Antalyaspor (w 2010 roku, z powodu groźby katastrofy budowlanej, zespół musiał wyprowadzić się ze stadionu im. Atatürka, w roku 2012 drużyna przeniosła się na nowo otwarty stadion Uniwersytetu Akdeniz, a od 2015 roku gra na swoim nowym stadionie).